# Tayloria dubyi
Tayloria dubyi är en bladmossart som beskrevs av Brotherus 1903. Tayloria dubyi ingår i släktet trumpetmossor, och familjen Splachnaceae. Inga underarter finns listade i Catalogue of Life.